# Borkowski V
Borkowski V – polski herb szlachecki, nadany w zaborze austriackim.

## Opis herbu
Na tarczy dzielonej w pas czarno-złotej, na pagórku zielonym żuraw naturalny trzymający w prawej łapie kamień, pomiędzy dwiema gwiazdami złotymi od czoła. Klejnot: żuraw jak w godle. Labry złote podbite czernią.

## Najwcześniejsze wzmianki
Nadany Stanisławowi von Borkowskiemu, urodzonemu w Wisznicy w 1822 roku, majorowi w Pułku Ułanów arcyksięcia Karola III, w służbie od 1839 roku, nobilitowanemu 20 lutego 1870.

## Herbowni
von Borkowski.